# Ерковцы (Полтавская область)
Ерковцы (укр. Єрківці) — село, Хорольская городская община, Лубенский район, Полтавская область, Украина.
Код КОАТУУ — 5324885703. Население по переписи 2001 года составляло 276 человек.

## Географическое положение
Село Ерковцы находится на левом берегу реки Сула, выше по течению примыкает село Шершневка, ниже по течению на расстоянии в 2,5 км расположено село Тарасовка. Река в этом месте извилистая, образует лиманы, старицы и заболоченные озёра.

## История
Михайловская церковь известна с 1724 года.
Есть на карте 1812 года.